# Didier Ndong
Didier Ibrahim Ndong (Lambaréné, Gabón, 17 de junio de 1994) es un futbolista gabonés. Juega como centrocampista y su equipo es el Esteghlal F. C. de la Iran Pro League.

## Clubes
| Club                      | País           | Año       |
| ------------------------- | -------------- | --------- |
| C. S. Sfaxien             | Túnez          | 2012-2015 |
| F. C. Lorient             | Francia        | 2015-2016 |
| Sunderland A. F. C.       | Inglaterra     | 2016-2018 |
| Watford F. C. (cedido)    | Inglaterra     | 2018      |
| E. A. Guingamp            | Francia        | 2019      |
| Dijon F. C. O.            | Francia        | 2019-2023 |
| Yeni Malatyaspor (cedido) | Turquía        | 2021-2022 |
| Al-Riyadh                 | Arabia Saudita | 2023-2024 |
| Esteghlal F. C.           | Irán           | 2024-     |

## Palmarés

### Campeonatos nacionales
| Título                | Club          | País  | Año     |
| --------------------- | ------------- | ----- | ------- |
| Ligue Profesionelle 1 | C. S. Sfaxien | Túnez | 2012-13 |